# ベルリンカ

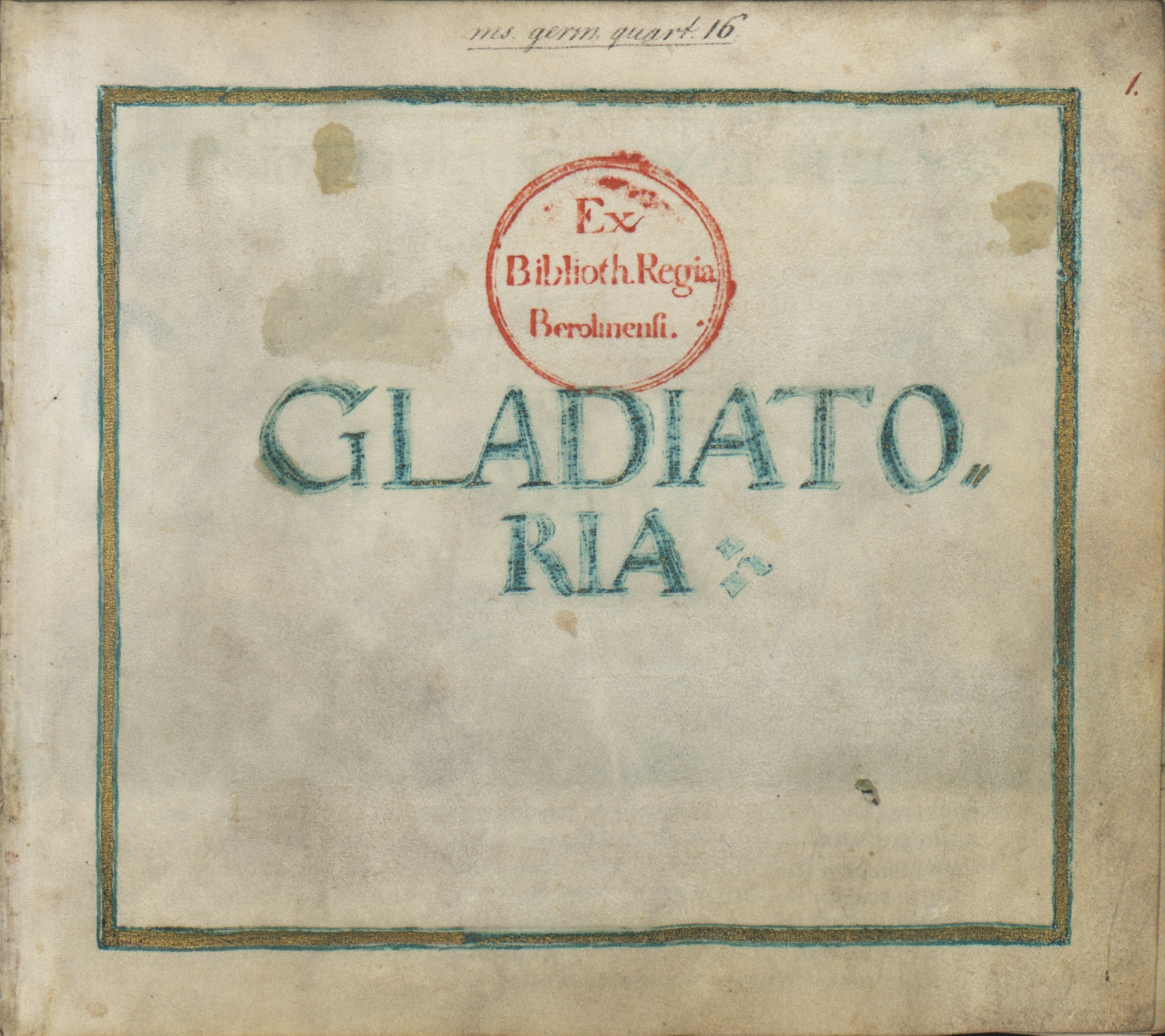
『グラディアトリア』武術書、15世紀、「Ex Biblioth. Regia Berolinensi.」というベルリン王立図書館の蔵書印が押された表紙

ベルリンカ (The Berlinka) は、「ベルリンの担保」「プロイセンの至宝」とも呼ばれ、元来ベルリンのプロイセン国立図書館に所蔵されていたドイツの手稿本コレクションのポーランドでの名称で、第二次世界大戦終了以来、クラクフのヤギェウォ図書館に所蔵されている。このコレクションの法的地位については、現在も論争中である。

## 歴史
1942年9月以降の第二次世界大戦中に、ドイツ政府はベルリンにあるコレクションを連合国のベルリン空襲から守るために、プロイセン領南シレジアにあるグリュッサウ (現在のクレシュフ) の押収された修道院へ移した。オーデル・ナイセ線の東にある南シレジア地方が戦争後にポーランド人民共和国の統治下に置かれると、ポーランド政府はコレクションが戦時賠償だと秘かに主張した。1945年から1946年にかけての冬、コレクションはポーランドの市民民警によって撤去され、その後クラクフへ移された。
1965年、ポーランドと東ドイツ政府はプロイセン国立図書館の膨大なコレクションの返還に関する協定に署名したが、ポーランド政府はヤギェウォ図書館にある「ベルリンカ」の存在を1977年まで公表しなかった。この年にポーランドの第1書記エドヴァルト・ギェレクが東ドイツのエーリッヒ・ホーネッカー議長に7曲の楽譜を贈呈したが、その中にはモーツァルトの『魔笛』自筆譜や、ベートーヴェンの『交響曲第9番』の楽譜が含まれていた 。

## 論争
旧ドイツ東部領土の管轄権が1945年のポツダム協定で撤回されて以来、ポーランドは「ベルリンカ」の所有権が第二次世界大戦におけるポーランドの略奪によって失われた文化遺産の賠償だと主張した。ナチス・ドイツによって破壊されたポーランドの文化遺産は、特に1944年のワルシャワ蜂起の失敗以降、200億ドルに達した。ドイツのいくつかのメディアは、「ベルリンカ」を「最後のドイツ人捕虜」と呼んでいる。ドイツ政府はポーランドが1907年のハーグ条約に違反していると主張したが、ボーランド側はコレクションが略奪品ではなく、戦後のポーランド領にあったと強調した。
1989年の東欧革命後、1991年にドイツ・ポーランド善隣友好条約が結ばれ、「ベルリンカ」の所在を明らかにし確認するための交渉が何回か行われた。ポーランドはいくつかの取り組みをおこない、2000年には外務大臣ヴワディスワフ・バルトシェフスキが、こうしたコレクションを所有するためのドイツ・ポーランド基金の創設を提案した。しかし、ドイツ政府は拒否した。バルトフェフスキによると、ドイツのゲアハルト・シュレーダー首相が提案を実行しなかったからだという。ドイツはポーランドに対し「ベルリンカ」の無条件返還を求めているが、ポーランドはドイツにはいまだに第二次大戦で略奪したポーランドの文化遺産があり、それと交換すべきだと主張している。
2007年夏、『デア・シュピーゲル』誌はドイツ外務省外交官ユリア・グロースの発言を引用し、問題の決着は最低水準だと報じた。また、ポーランドも返還は問題外だと表明した。2014年、ドイツはポーランドに、1939年にワルシャワ国立美術館から略奪したフランチェスコ・グアルディの絵画「宮殿の階段」を返還した。これは、「ベルリンカ」の返還交渉再開をドイツ側が期待している表れである。

## コレクションの内容

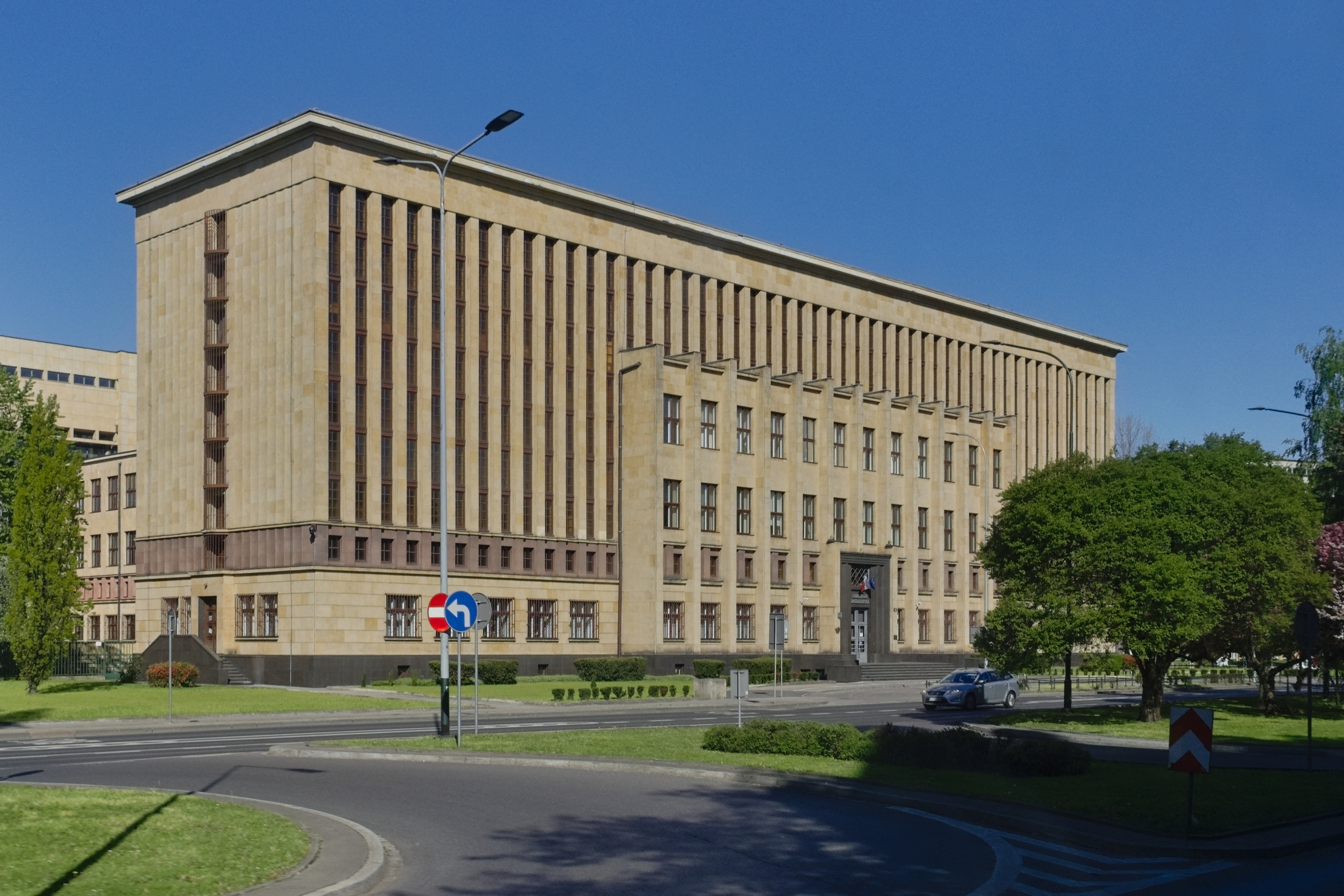
ヤギェウォ図書館、
クラクフ

「ベルリンカ」は、かつてのプロイセン国立図書館の最も貴重な所蔵品の一部である。そこにはルター、カルヴァン、ゲーテ、シラー、ヘーゲル、ヘルダーといった作家の50万枚以上の中世の写本、近世の印刷物、サインが含まれる。その中にはルドミラ・アッシングと彼女の叔父カール・ファルンハーゲン・フォン・エンゼの膨大な書簡、グリム兄弟の手書き注記入りの『ドイツ語辞典』、ヨハン・セバスティアン・バッハ (と息子たち) 、モーツァルト (『後宮からの遁走』)、ベートーヴェン、シューベルト、ブラームス、シューマン、ハイドン、メンデルスゾーン、パガニーニ、ブゾーニ、ケルビーニ、そしてテレマンの自筆楽譜が含まれている。一方で、1820年から1840年にかけてプロイセン政府がポーランド分割で得た領土のグニェズノ、ルビン、モギルノ、パコシチ、ゴシチコボ、ペルプリン、そしてポズナンの修道院から集めた、写本やインキュナブラもコレクションに含まれている。
来歴ごとにリスト化されたコレクションは、現在研究者と大学院生のみに公開されている。ヤギェウォ図書館の数多のインキュナブラがオークションで発見されて以来、1999年から利用条件は厳しくなった。